# August Chrystian Fryderyk
August Christian Friedrich (ur. 18 listopada 1769 w Köthen, zm. 5 maja 1812 tamże) – książę Anhalt-Köthen z dynastii askańskiej, generalleutnant armii pruskiej oraz feldmarschalleutnant armii cesarskiej.
Urodził się jako najstarszy syn (drugie dziecko) księcia Anhalt-Köthen Karola Jerzego Lebrechta i jego żony księżnej Ludwiki Szarlotty. August Chrystian Fryderyk na tron wstąpił po śmierci ojca 17 października 1789. W chwili kiedy został monarchą jego władztwo było częścią Świętego Cesarstwo Rzymskiego Narodu Niemieckiego. Pozostawało nią do 1806. W latach 1806–1813 wchodziło w skład Związku Reńskiego (Należące do niego państwa były formalnie suwerenne – mogły prowadzić politykę zagraniczną, w praktyce znajdowały się jednak pod przemożnym wpływem cesarza Francuzów Napoleona I). W 1806 Napoleon I nadał Augustowi Chrystianowi Fryderykowi tytuł Monsieur d'Anhalt i podniósł Anhalt-Köthen do rangi księstwa udzielnego (Herzogtum).
Odznaczony polskim Orderem Orła Białego i w 1805 pruskim Orderem Orła Czarnego.
9 lutego 1792 poślubił księżniczkę Nassau-Usingen Fryderykę. Para nie miała dzieci, a w 1803 rozwiodła się. Po śmierci monarchy jego następcą został bratanek Ludwik.